# District de Mandla
Le district de Mandla (hindi : मंडला जिला) est un district de l'état du Madhya Pradesh, en Inde,

## Géographie
Au recensement de 2011, sa population compte 1 053 522 habitants.
Son chef-lieu est la ville de Mandla. 